# Václav Václavík
Václav Václavík (* 26. září 1929) byl český a československý politik Komunistické strany Československa, vedoucí tajemník KV KSČ v Severomoravském kraji, poslanec Sněmovny lidu Federálního shromáždění za normalizace.

## Biografie
V letech 1968-1972 působil postupně jako tajemník a vedoucí tajemník Okresního výboru KSČ ve Vsetíně, v letech 1972-1986 pak jako tajemník a od roku 1986 vedoucí tajemník Krajského výboru KSČ pro Severomoravský kraj. V této funkci se připomíná i k roku 1988 a 1989. 9. dubna 1988 byl kooptován za člena Ústředního výboru Komunistické strany Československa. Od října 1988 byl navíc členem Výboru pro stranickou práci v České socialistické republice. V roce 1979 mu byl udělen Řád práce.
Po volbách roku 1986 zasedl za KSČ do Sněmovny lidu (volební obvod č. 133 - Vsetín, Severomoravský kraj). Mandát nabyl až dodatečně v červnu 1989 po doplňovacích volbách. Ve Federálním shromáždění setrval do ledna 1990, kdy rezignoval na mandát v rámci procesu kooptací do Federálního shromáždění po sametové revoluci.
V Ostravě zažil ve funkci vedoucího tajemníka KV KSČ sametovou revoluci. Jeho televizní vystoupení koncem listopadu 1989 vyvolalo obavy, protože naznačil možnost silového potlačení občanských protestů.